# Stadtbahn Duisburg
Die Stadtbahn Duisburg ist Teil des Gesamtkonzeptes Stadtbahn Rhein-Ruhr. Für das Stadtgebiet von Duisburg war ein weitgehend kreuzungsfreies, auf eigenem Bahnkörper in Hoch- und Tieflage verkehrendes, normalspuriges Nahverkehrssystem geplant, das die wichtigsten Stadtteile Duisburgs miteinander verbinden sollte. Die Baumaßnahmen hierzu begannen 1969. Eine komplette Umsetzung der seinerzeitigen Pläne steht aus heutiger Sicht nicht mehr zu erwarten. Das derzeitige Netz aus einer weitgehend realisierten Stadtbahnlinie und zwei Linien im Straßenbahn-Vorlaufbetrieb dürfte bis auf weiteres so verbleiben.

## Planung
Projektiert war eine Ost-West-Verbindung, die von Duisburg nach Mülheim an der Ruhr im Osten und zur linksrheinischen Stadt Moers im Westen führen sollte.
Für den Süden Duisburgs wurde beabsichtigt, über Wanheimerort und Hochfeld die Innenstadt zu erreichen. Zwei Trassen sollten vom Zentrum in den Norden führen: eine Strecke über Ruhrort und Marxloh nach Oberhausen-Holten, eine andere über Meiderich und Alt-Hamborn nach Dinslaken.
Während in anderen Städten wie Dortmund die Ausbaupläne fast vollständig realisiert wurden, führte ein unzureichender Anteil an Landeszuschüssen dazu, dass in Duisburg nicht einmal ein Zehntel der ursprünglichen Planungen realisiert wurde.

## Finanzierung
Das Konzept der Stadtbahn Rhein-Ruhr wurde in den 1960er Jahren vor dem Hintergrund der Förderprogramme von Bund und Land umgesetzt. Zwar hatte sich der Rat der Stadt 1974 nach einem anfänglichen zügigen Ausbau der Strecke im Süden der Stadt für den U-Bahn-Bau in die Innenstadt ausgesprochen, doch kam dieser in der Mitte der 1970er Jahre im Zuge der wirtschaftlichen Krise der Jahre nur schleppend voran.
Der hohe Finanzierungsbedarf überforderte die Stadt, da die ursprünglich von Bund und Land für den Stadtbahnausbau in Aussicht gestellten finanziellen Mittel zurückgefahren wurden. Erst 1983, acht Jahre nach Baubeginn, waren wesentliche Teile der Tunnelstrecke im Rohbau fertiggestellt, mit Inbetriebnahme wurde damals im Jahre 1987 gerechnet. Aber erst am 11. Juli 1992 konnte die unterirdische Strecke unter der Duisburger Innenstadt eröffnet werden. Heute ist das Stadtbahnnetz im Rahmen des Cross-Border-Leasings im Besitz einer US-Gesellschaft.

## Bau der Stadtbahn in Duisburg

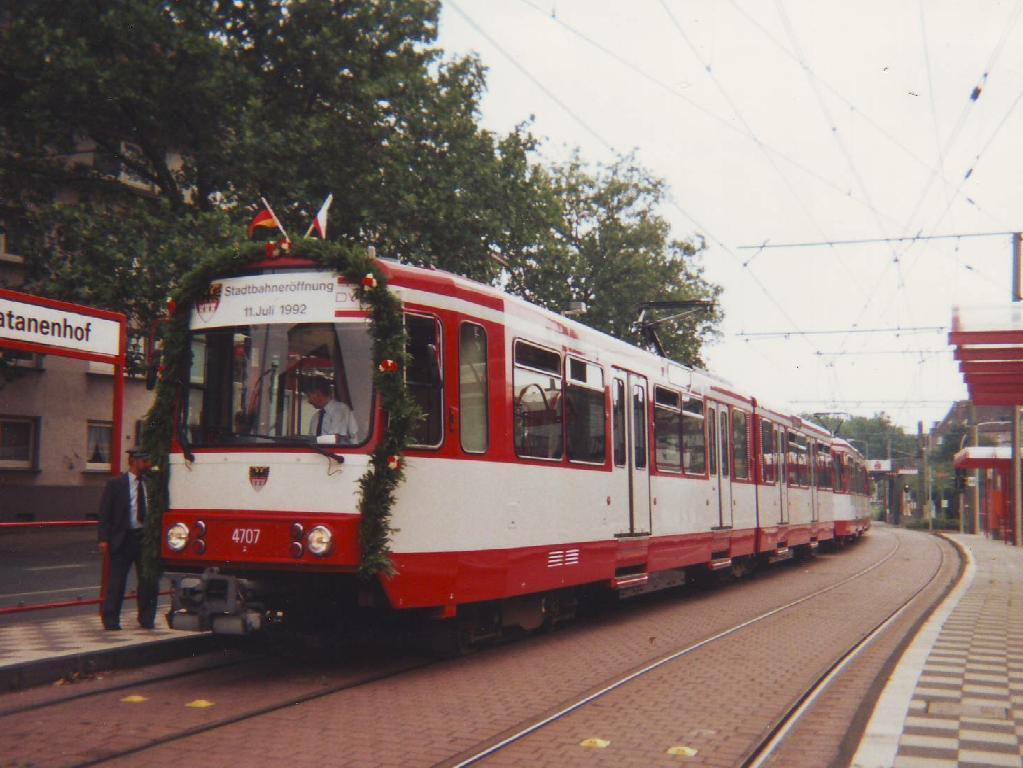
B-Wagen-Doppeltraktion der DVG am Tag der Eröffnung des Stadtbahntunnels in der Innenstadt am 11. Juli 1992

1967 begann die Duisburger Verkehrsgesellschaft AG (DVG) mit dem Umbau ihres Straßenbahnnetzes zur Stadtbahn. Geplant war, die Strecken in Richtung Düsseldorf und Mülheim und eine Anbindung nach Moers stadtbahnmäßig auszubauen. Sie sollten in der Innenstadt in einem Tunnel verschwinden und ansonsten auf einem separaten Bahnkörper verlegt werden. Infolge dieses Umbaus wurden zwischen 1971 und 1992 fünf Strecken stillgelegt und auf Omnibusverkehr umgestellt.
Mit der konkreten Umsetzung des Programms wurde am 16. Dezember 1970 begonnen, als im Bereich des Bahnhofs Sittardsberg 800 m Stadtbahnstrecke in einen Einschnitt verlegt wurden. Der Bau ging zunächst zügig voran. 1974 entstand der Abschnitt von Sittardsberg bis Huckingen. Bis St.-Anna-Krankenhaus erfolgte der Ausbau ebenerdig auf eigenem Bahnkörper und von dort als Hochbahn trassiert. Im Zuge dieser Baumaßnahme wurde ein Bahnhof am Angerbogen in der Nähe der Stadtgrenze zu Düsseldorf errichtet. Hier sollte ein neuer Stadtteil von Duisburg mit vorgesehenen 20.000 Einwohnern entstehen, des Weiteren bestanden Überlegungen, dort die neue Universität Duisburg anzusiedeln. Da mit der Realisierung der Siedlung aber erst nach 2002 begonnen wurde, steht dort bis heute ein 10,5 Millionen Euro teurer Geisterbahnhof.

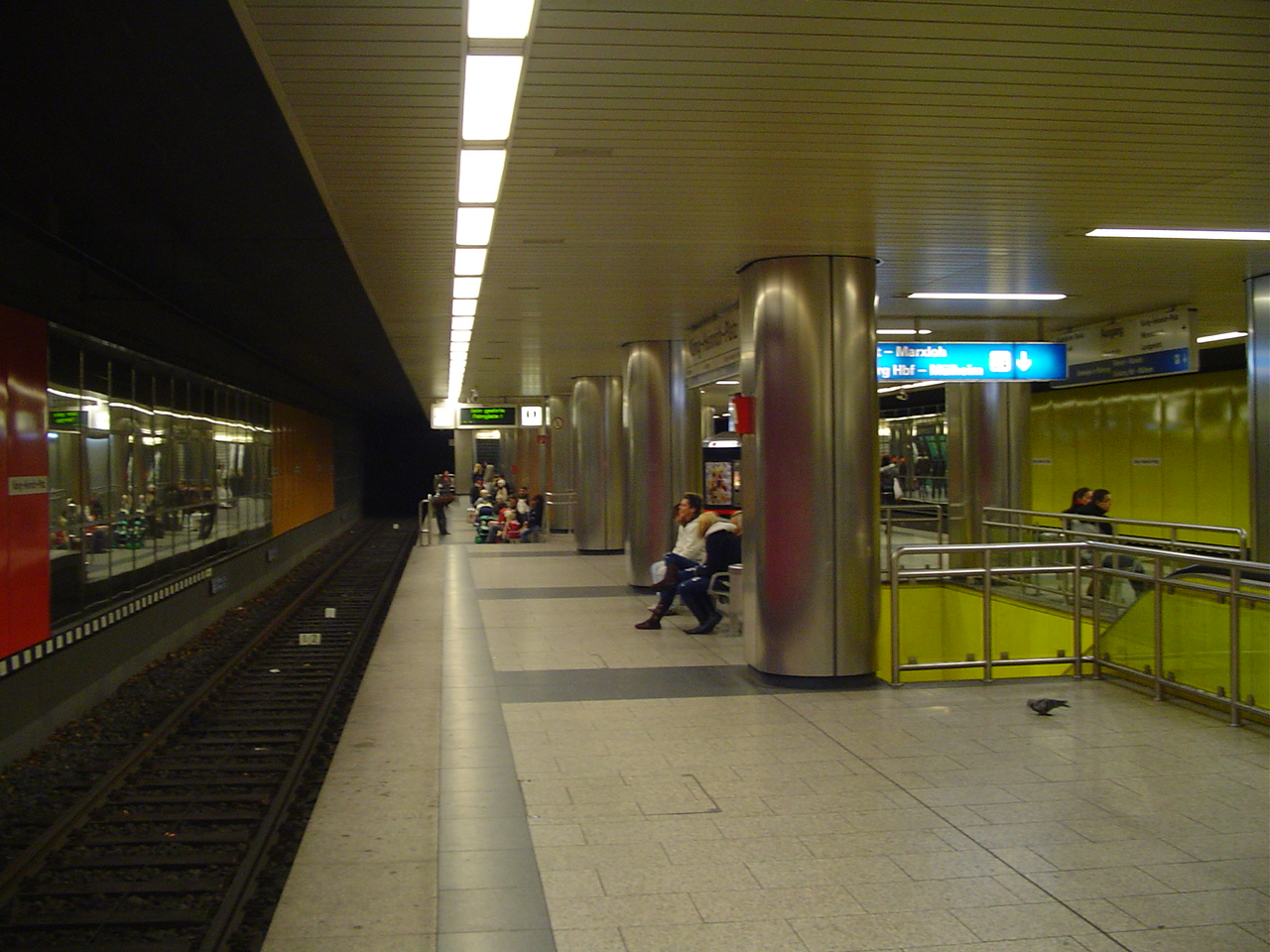
U-Bahnhof König-Heinrich-Platz, obere Ebene

Am 11. Juli 1992 erfolgte die Eröffnung des Innenstadttunnels mit fünf U-Bahnhöfen: Steinsche Gasse, König-Heinrich-Platz, Duisburg Hbf, Duissern und Rathaus. In der Nähe des U-Bahnhofes König-Heinrich-Platz befindet sich ein Zivilschutzraum für 4500 Personen, der vor atomaren, biologischen und chemischen Angriffen schützt. Nach der Stilllegung der oberirdischen Strecke auf der Düsseldorfer bzw. Königstraße erfolgte deren Ausbau zu einer (vollständigen) Fußgängerzone.
Zwischen den Bahnhöfen König-Heinrich-Platz (Kürzel der oberen Ebene: Kpo, untere Ebene: Kpu) und Duisburg Hbf (Kürzel der oberen Ebene: Dho, untere Ebene: Dhu) verlaufen die Fahrröhren in zwei Etagen. Der U-Bahnhof König-Heinrich-Platz ist dabei im Linienbetrieb angeordnet, das heißt Kpo für die Linien U79 und 903, Kpu für die Linie 901. Endet ein Zug dort, so benutzt er die untere Ebene (Kpu), um in die Kehranlage zu gelangen.

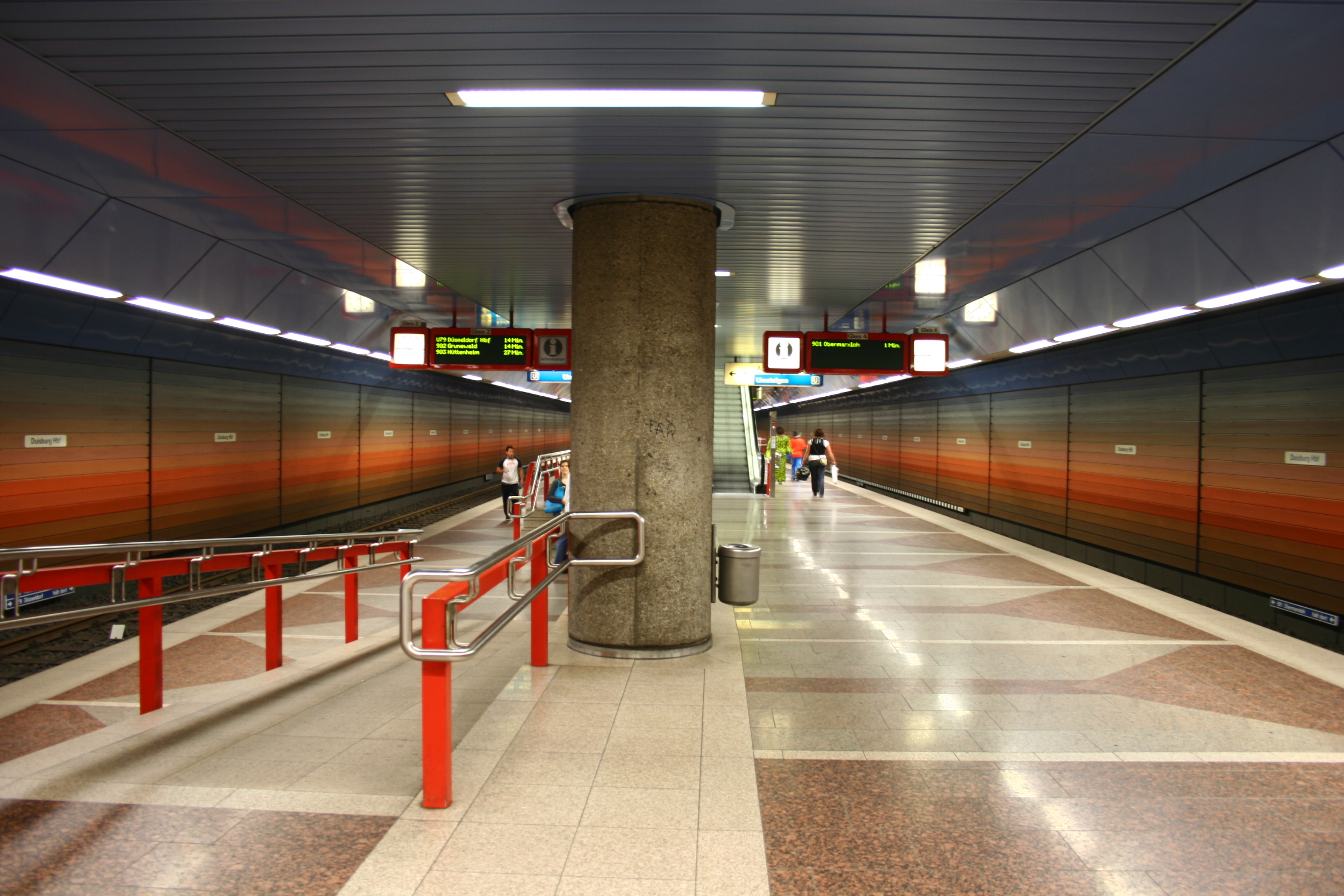
U-Bahnhof Duisburg Hbf, untere Ebene

Der U-Bahnhof Duisburg Hbf ist im Richtungsbetrieb angelegt: Auf der oberen Ebene (Dho) fahren die Züge in den Duisburger Norden (U79 nach Meiderich und 903 nach Dinslaken) und Richtung Osten (901 nach Mülheim) ab. Die Linien durch die Innenstadt und weiter Richtung Norden (901 nach Laar), sowie Richtung Süden (U79 nach Düsseldorf und 903 nach Hüttenheim) verkehren auf der unteren Ebene (Dhu).
Gleichzeitig mit der Eröffnung wurde auch die 1979 eingestellte Straßenbahnstrecke der damaligen Linie 2 zwischen Bahnhof Duisburg-Hochfeld Süd und Platanenhof wieder in Betrieb genommen. Mit der Fertigstellung einer Brücke über die Hochfelder Güterbahnhofsanlagen 1991 wurde auch eine durchgehende Verbindung von Hüttenheim in die Innenstadt unter der neuen Linie 903 ohne Umweg über Grunewald und Neudorf eingerichtet. Die eingestellte Strecke durch Neudorf der ehemaligen Straßenbahnlinie 904 wurde durch die Buslinie 934 ersetzt, welche den Stadtteil Neudorf mit der Innenstadt aber aufgrund Nutzung eines alternativen Linienverlaufes wesentlich schlechter und nur noch im 15-Minuten-Takt anbindet. Die Fahrzeit auf der Stadtbahnlinie U79 hat sich durch die Tunneleröffnung ab der Haltestelle Kremerstr. um drei Minuten verlängert.
Durch den Gemeinschaftsverkehr mit der Rheinbahn auf der Linie U79 werden die Tunnelabschnitte mit Linienzugbeeinflussung (LZB) betrieben. Da die Strecke der U79 zwischen den Bahnhöfen Waldfriedhof (früher: Neuer Friedhof) und Kesselsberg kreuzungsfrei ist, wäre ein Betrieb im LZB-Modus möglich. Die Infrastruktur dazu ist zwar installiert, jedoch zurzeit nicht in Betrieb.
Im Jahre 2000 wurde die Duisburger Stadtbahn um zwei U-Bahnhöfe verlängert: Auf dem Damm und Meiderich Bahnhof. Die neue Strecke beginnt direkt am Ende der vorhandenen Tunnelstrecke hinter dem Bahnhof Duissern. Die zuvor von den Linien 902 und 903 benutzte Rampe in der Rübenstraße wurde abgebaut. Während der etwa sechs Wochen dauernden Arbeiten wurde zwischen Duissern und Auf dem Damm eingleisig gefahren. Mit der Einstellung des Streckenabschnitts zwischen Meiderich Süd Bahnhof und Duissern an der Oberfläche verschwand auch der letzte planmäßig befahrene eingleisige Abschnitt. Die Fahrzeit zwischen Duissern und Auf dem Damm beträgt vier Minuten. Die Strecke führt unter den Hafenanlagen hindurch. Die Gesamtfahrzeit auf der U79 konnte durch die LZB-gesteuerte Höchstgeschwindigkeit von 80 km/h der B-Wagen zwischen Duisburg Hbf und Meiderich Bahnhof um sieben Minuten verkürzt werden. Die GT 10 NC-DU erreichten ursprünglich lediglich eine Höchstgeschwindigkeit von 70 km/h, die nach Einbau der Niederflurmittelteile weiter auf 60 km/h gesunken ist.

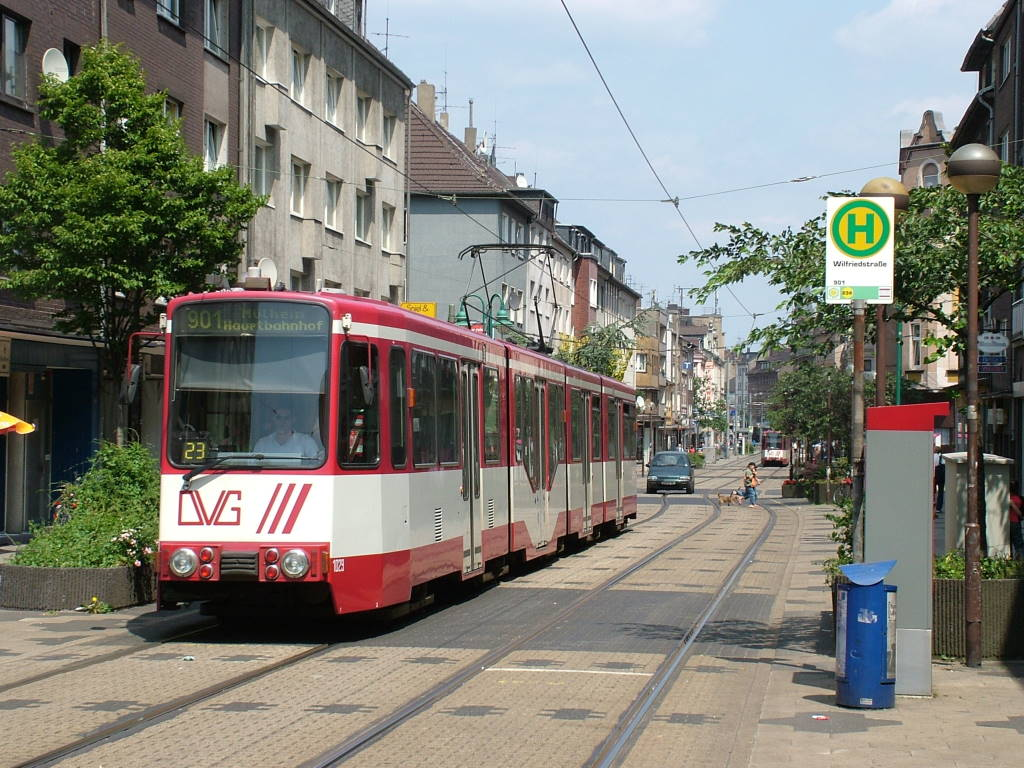
Heute bestimmen Stadtbahnwagen des Typs GT 10 NC-DU mit Niederflurteil das Straßenbild in Duisburg

Aufgrund von Kürzungen der finanziellen Zuweisungen und zeitlicher Verzögerungen des Projektes Stadtbahn Ruhrgebiet ist bis heute einzig und allein die Linie U79 von Duisburg-Meiderich Bahnhof bis Düsseldorf Universität als richtige Stadtbahnstrecke in Duisburg realisiert worden. Nach der Umstellung der Südstrecke der U79 auf den Betrieb mit Hochflurfahrzeugen des Stadtbahnwagen Typ B in Zusammenhang mit der Tunneleröffnung in der Innenstadt 1992 wurden die Bahnsteige der Stationen Waldfriedhof (früher: Neuer Friedhof), Münchener Straße, Sittardsberg und Kesselsberg auf 90 cm über Schienenoberkante angehoben. Der Haltepunkt Mühlenkamp wurde Anfang 2000 entsprechend umgebaut. Der weiter südlich davon gelegene Haltepunkt St.-Anna-Krankenhaus wurde nach langwierigen Planungen im Februar 2005 zu einem richtigen Bahnhof, inklusive Aufzüge, erweitert. Von den 20 Stationen der U79 auf dem Duisburger Stadtgebiet verfügen somit 16 über einen Hochbahnsteig, der einen ebenerdigen Einstieg ermöglicht. Die Aufwertung dieser Linie mit Dynamischer Fahrgastinformation und Aufzügen (2006 U-Bahnhof Münchener Straße im Stadtteil Buchholz in Hochlage) wird kontinuierlich fortgesetzt.
Auch die Strecken der Linien 901 und 903 wurden seit Anfang der 1990er Jahre immer wieder modernisiert. So wurden und werden beim Neubau von Haltestellen, die teilweise über 40 Jahre alt sind, verstärkt 26 cm hohe Mittelbahnsteige verwendet. Die Dynamische Fahrgastinformation (DFI) ist mittlerweile auch in den Bezirken außerhalb der Innenstadt wie Marxloh, Obermarxloh und Laar zu finden. Bei einer Erneuerung von Gleisanlagen wird auf die Vergrößerung des Gleismittenabstandes geachtet, um zukünftig bis zu 2,65 Meter breite Fahrzeuge einsetzen zu können. Wegen des stellenweise sehr geringen Gleismittenabstandes konnte der 2,3 Meter breite Stadtbahnwagen N 8C im Duisburger Netz nicht eingesetzt werden, was zu der Spezialanfertigung des 2,2 Meter breiten Stadtbahnwagens GT 8 NC-DU führte.
Der geplante Weiterbau des Tunnels in Meiderich im Zuge der Linien 902 und 903 in Richtung Dinslaken bis zum Landschaftspark Nord wurde von der Düsseldorfer Bezirksregierung mittlerweile abgelehnt.

## Liniennetz

### Liniennetz 1988
| Linie | Strecke |
| ----- | --- |
| 79    | Duisburg Hbf – König-Heinrich-Platz bzw. Friedrich-Wilhelm-Straße – Grunewald – DU-Huckingen – D-Wittlaer – Kaiserswerth – Jan-Wellem-Platz – Düsseldorf Hbf (mit roter Liniennummer) |
| 901   | Obermarxloh Schleife – Marxloh Pollmann – Beeck Denkmal – Laar Kirche – Ruhrort Bf – König-Heinrich-Platz – Duisburg Hbf – DU-Zoo/Uni – MH-Speldorf – Mülheim Stadtmitte              |
| 904   | Laar Kirche – Ruhrort Bf – König-Heinrich-Platz – Duisburg Hbf – Neudorfer Markt – Grunewald – Hochfeld Süd Bf – Wanheimerort – Hüttenheim Schleife                                   |
| 909   | Dinslaken Bf – DU-Walsum – Marxloh Pollmann – Hamborn Rathaus – Meiderich Süd Bf – Duisburg Hbf – König-Heinrich-Platz – Grunewald – Huckingen Albertus-Magnus-Straße                 |

### Liniennetz aktuell
| Linie | Strecke | Takt                                      |
| ----- | --- | ----------------------------------------- |
|       | ( U DU-Meiderich Bf 1 – U Auf dem Damm – ) U Duissern2 – U Duisburg Hbf – U König-Heinrich-Platz – U Steinsche Gasse – Platanenhof – Musfeldstraße – Kremerstraße – Karl-Jarres-Straße – Grunewald – Grunewald Betriebshof – Kulturstraße – Im Schlenk – Waldfriedhof – Münchener Straße – Sittardsberg – Mühlenkamp – St. Anna Krankenhaus – Angerbogen (nie in Betrieb genommen) – DU-Kesselsberg3 – D-Froschenteich – Wittlaer4 – Am Mühlenacker – Kalkumer Schlossallee – Klemensplatz – Kittelbachstraße – Alte Landstraße – Lohausen – Freiligrathplatz – Messe Ost/Stockumer Kirchstraße – Nordpark/Aquazoo – Reeser Platz – Theodor-Heuss-Brücke – Golzheimer Platz – Kennedydamm – U Victoriaplatz/Klever Straße – U Nordstraße – U Heinrich-Heine-Allee – U Steinstraße/Königsallee – U Oststraße – U Düsseldorf Hbf 5 (– U Oberbilker Markt/Warschauer Straße – U Ellerstraße – U D-Oberbilk – Kaiserslauterner Straße – Provinzialplatz – Werstener Dorfstraße – Südpark – D-Universität Ost/Botanischer Garten6 ) Hochflurbetrieb der Rheinbahn und DVG; ehemalige D-Bahn; Abschnitt 4–5 gehört zum ; in den Schulferien gilt ein besonderer Fahrplan. 15-Minuten-Takt auch im Abschnitt 2–6 Sa 5–19 Uhr und im Abschnitt 4–5 Mo–Fr 21–0 Uhr (ab 29.08.2018, davor 20–0 Uhr), Sa 20–0 Uhr und So 5–0 Uhr 30-Minuten-Takt im Abschnitt 2–6 Mo–Fr 19–22 Uhr und Sa 7–20 Uhr und im Abschnitt 1–2 Sa 9–18 Uhr und So 12–19 Uhr | 15 min (1–3) 10/20 min (3–4) 10 min (4–6) |
| 901   | DU-Obermarxloh – Marxloh Pollmann – Bruckhausen – Beeck – Laar – Scholtenhofstraße1 – Ruhrort Bf – Ruhrort Friedrichsplatz – Kaßlerfeld – Rathaus – König-Heinrich-Platz – Duisburg Hbf – Zoo/Uni2 – Mülheim-Raffelberg – Speldorf – Schloß Broich – MH-Stadtmitte – Mülheim Hbf Zur HVZ mit zusätzlicher Fahrt zwischen 1 und 2 jeweils 5 Minuten abweichend auf den Regeltakt | 15 min                                    |
| 902   | DU-Walsum – Marxloh – Meiderich Bf – Duisburg Hbf – Grunewald Nur bei Sporteinsätzen, historisch bedingt | Sporteinsatz                              |
| 903   | Dinslaken Bf1 – Watereck2 – Walsum Rathaus – Fahrn Schwan – Marxloh Pollmann – Hamborn Rathaus – Landschaftspark Nord – Meiderich Bf – Auf dem Damm – Duissern – Duisburg Hbf – König-Heinrich-Platz – Steinsche Gasse – Pauluskirche – Hochfeld Süd Bf – Rheintörchenstraße3 – Wanheim-Angerhausen – Hüttenheim4 | 15 min (1-4) 7,5 min (2-3)                |

### Linie 902
Die Linie 902 fuhr ab 2000 zwischen Walsum und König-Heinrich-Platz bzw. Grunewald als Verstärker der Linie 903. Die Haltestellen des neu errichteten Streckenabschnitts entlang der ehemaligen Boxbartbahn zwischen Platanenhof und Düsseldorfer Straße wurden dabei ohne Halte durchfahren, da diese nur Hochbahnsteige aufweisen. Heute fahren die Verstärker zwischen Walsum und Rheintörchenstraße als Linie 903.
Da die Züge der Linien 901 und 903 das Depot in Duisburg-Grunewald aber nicht direkt anfahren können, werden die aus- und einfahrenden Züge beider Linien intern als 902 geführt und beginnen ihren Einsatz offiziell auf der jeweiligen Ebene im Duisburger Hauptbahnhof. Des Weiteren werden Sonderzüge im Stadionverkehr bei Heimspielen des MSV Duisburg zwischen Watereck und Grunewald auch als Linie 902 gefahren.

### Erweiterungspläne für die Zukunft
Laut einem Artikel in der NRZ vom 14. Februar 2013 gibt es bei der Duisburger Verkehrsgesellschaft neue Überlegungen zum weiteren Ausbau des Schienennetzes; insbesondere sollen die Straßenbahnwagen auch über die Rheinbrücken fahren. Den Bedarf hätte ein Gutachter bereits analysiert, der Brückenschlag auf der Schiene sei durch die bestehende Nachfrage gerechtfertigt. Die Busse würden heute bereits im dichten Takt nach Rheinhausen und Homberg fahren und die Fahrgastzahlen sollen in Zukunft noch weiter steigen. Auch die Anbindung der Uni oder des Innenhafens sind momentan im Gespräch. Die Grundlage der Pläne sind Gutachten der Ingenieurgruppe IVV aus Aachen, deren Ergebnisse in einem internen Strategiepapier mündeten. Der ÖPNV solle laut dem Zielpapier für „Duisburg 2027“ mehr an Bedeutung gewinnen, die Zahl der Fahrgäste solle in diesem Zuge ebenfalls wachsen. Denn bisher legten die Duisburger mehr als die Hälfte ihrer Wege mit dem Pkw zurück, gerade einmal elf Prozent nutzen Busse und Bahnen. Bereits heute stoßen die bestehenden Linien an ihre Kapazitätsgrenzen, rund die Hälfte aller Fahrgäste befördert die DVG mit den Bahnen U79, 901 und 903. Die 903 sei zeitweise so überfüllt, dass keine Mitfahrt mehr möglich sei.